# Acanthobrama microlepis
Acanthobrama microlepis е вид лъчеперка от семейство Шаранови (Cyprinidae).

## Разпространение
Видът е разпространен в Каспийско море. Внесен е в Ирак.